# Суолампи
Су́ола́мпи (фин. Suolampi) — озеро на территории Каменногорского городского поселення Выборгского района Ленинградской области.

## Общие сведения
Площадь озера — 0,5 км². Располагается на высоте 71,4 метров над уровнем моря.
Форма озера продолговатая: вытянуто с запада на восток. Берега каменисто-песчаные, местами заболоченные.
В восточной оконечности Суолампи соединяется короткой протокой с озером Эйтъярви, из которого вытекает безымянный водоток, втекающей в реку Ильменйоки, впадающую в озеро Богатырское, из которого вытекает река Проточная, которая, в свою очередь, втекает в Рыбацкий пролив Вуоксы.
С юга к озеру подходит лесная дорога.
Озеро расположено в 2,5 км от Российско-финляндской границы.
Название озера переводится с финского языка как «болотная ламбина».
Код объекта в государственном водном реестре — 01040300211102000012790.